# Tenure (féodalité)
Pour les articles homonymes, voir Tenure.
La tenure est le mode de concession d'une terre, en vertu duquel une personne n'en possède que la jouissance. On distingue la tenure noble (ou « terre de noble tenure », car elle impliquait un hommage lors de l'acquisition – synonyme de  fief), la tenure roturière, la tenure censitaire et la tenure servile. Le terme désigne également la terre concédée par le seigneur au « tenancier »,. 

## Principe de fonctionnement
Au Moyen Âge, lorsqu'un individu possède un bien immobilier, il peut céder la propriété utile à un « tenancier » contre redevances, corvées ou services.

## Biens concernés
La tenure désigne en général tout ou une partie d'une exploitation paysanne (maison, pré, vigne, courtil, terre). Elle peut aussi concerner le fief ; dans ce dernier cas, il est possible de parler de tenure « noble ».
La tenure s'inscrit complètement dans le système féodal et en est un élément essentiel. Elle doit être distinguée du fermage et du métayage qui sont des contrats civils et qui n’apparaissent que vers 1450 pour se développer sous l'Ancien Régime. 
Durant le Moyen Âge la tenure paysanne désigne une portion d'une seigneurie concédée à un tenancier, occupée et cultivée par lui. Le seigneur détient la propriété éminente de la tenure, le tenancier en a la propriété utile. 
Le tenancier peut être vilain (paysan libre ou colon) ou serf (paysan non libre, « appartenant » au seigneur). La différence entre vilain et serf tend à s'estomper tout au long du Moyen-Âge. Le tenancier paye en contrepartie au seigneur le cens (quantité invariable de récolte analogue au fermage) ou le champart (quantité de récolte proportionnelle au rendement analogue au métayage, fixée par exemple en Provence entre 1/25 et 1/6 du total de la récolte). Le tenancier devait de plus fournir au seigneur des corvées, partie bien plus contraignante pour le tenancier. 
Les serfs ne pouvaient quitter leur tenure qui leur était garantie à vie mais revenait (théoriquement) au seigneur à leur mort. Ces tenures modestes donnaient lieu au paiement d'un cens modique (mais considéré comme infamant), le chevage, mais les serfs étaient généralement astreints à bien plus de corvées pour l'entretien du domaine seigneurial. 
La tenure s'oppose à la réserve, qui est gérée par le seigneur, le plus souvent par l'intermédiaire d'un régisseur. Les travaux y sont effectués par les autres paysans du domaine, les tenanciers qui doivent au seigneur des jours de corvée et des fournitures diverses (outils, aménagements, tissus produits ou entretenus par les femmes des tenanciers …) Le produit de la réserve appartient au seigneur mais doit aussi servir aux serfs en cas de besoin (famine …).
Le paiement des redevances n'exonérait pas de la taille, impôt dû par les foyers roturiers au seigneur à l'époque féodale à partir de 1200 environ ; elle pouvait dans certaines régions être calculée en fonction de la taille de la tenure.